# Дубровець Павло Васильович
Павло Васильович Дубровець (нар. 20 травня 1984) — український футбольний арбітр. У 2018 році розпочав обслуговувати футбольні матчі чемпіонату України у першій лізі.  У 2021 році розпочав обслуговувати футбольні матчі чемпіонату України у другій лізі.